# Kup Krešimira Ćosića 2018./19.
Kup Krešimira Ćosića za 2018./19. je dvadeset i osmo izdanje ovog natjecanja za hrvatske košarkaške klubove.  Natjecanje je šesti put zaredom i sedmi put ukupno osvojila "Cedevita" iz Zagreba.

## Sudionici
U natjecanju je sudjelovalo 27 klubova - po 12 sudionika "Premijer lige" i "Prve muške lige" te tri kluba kvalificirana preko regionalnih kupova. 
| | |                                                                                  |
| - HT Premijer liga - Adria Oil Škrljevo, Škrljevo, Bakar - Alkar, Sinj - Bosco, Zagreb - Cedevita, Zagreb - Cibona, Zagreb - Gorica, Velika Gorica - Hermes Analitica, Zagreb - Split, Split - Šibenik, Šibenik - Vrijednosnice Osijek, Osijek - Zabok, Zabok - Zadar, Zadar | - Prva liga - Agrodalm, Zagreb - Dubrava, Zagreb - Dubrovnik, Dubrovnik - Đakovo, Đakovo - Jazine Arbanasi, Zadar - Kvarner 2010, Rijeka - Pula 1981, Pula - Ribola Kaštela, Kaštel Sućurac, Kaštela - Rudeš, Zagreb - Sonik Puntamika, Zadar - Universitas, Split - Zapruđe, Zagreb | - preko regionalnih kupova - Didaora, Zadar - Podravac, Virje - Županja, Županja |

## Rezultati

### Prvi krug
Referetni datum za je bio 28. studenog 2018.

| klub1               | rez.     | klub2                           | izvori   |
| ------------------- | -------- | ------------------------------- | -------- |
| Universitas Split   | 57:74    | Dubrovnik                       | [ 5 ]    |
| Rudeš Zagreb        | 69:81    | Đakovo                          | [ 5 ]    |
| Dubrava Zagreb      | 85:93    | Pula 1981                       | [ 5 ]    |
| Kvarner 2010 Rijeka | 68:84    | Zapruđe Zagreb                  | [ 5 ]    |
| Agrodalm Zagreb     | 81:88    | Sonik Puntamika Zadar           | [ 5 ]    |
| Županja             | 57:56    | Ribola Kaštela (Kaštel Sućurac) | [ 5 ]    |
| Diadora Zadar       | 75:93    | Jazine Arbanasi Zadar           | [ 5 ]    |
| Podravac Virje      | slobodni | slobodni                        | slobodni |

### Drugi krug
Utakmice po rasporedu 1. i 2. prosinca 2018.
| klub1          | rez.   | klub2                 | izvori |
| -------------- | ------ | --------------------- | ------ |
| Dubrovnik      | 82:56  | Đakovo                | [ 8 ]  |
| Pula 1981      | 68:61  | Zapruđe Zagreb        | [ 9 ]  |
| Županja        | 75:88  | Sonik Puntamika Zadar | [ 10 ] |
| Podravac Virje | 70:100 | Jazine Arbanasi Zadar | [ 11 ] |

### Treći krug
Utakmice igrane od 9. do 13. siječnja 2019.

| klub1                   | rez.   | klub2                  | izvori |
| ----------------------- | ------ | ---------------------- | ------ |
| Sonik Puntamika Zadar   | 55:95  | Cibona Zagreb          |        |
| Dubrovnik               | 70:86  | Split                  |        |
| Jazine Arbanasi Zadar   | 54:116 | Zadar                  |        |
| Vrijednosnice Osijek    | 74:86  | Cedevita Zagreb        |        |
| Zabok                   | 94:72  | Alkar Sinj             |        |
| Šibenik                 | 79:84  | Bosco Zagreb           |        |
| Hermes Analitica Zagreb | 73:89  | Gorica (Velika Gorica) |        |
| Pula 1981               | 64:90  | Adria Oil Škrljevo     |        |

### Završni turnir
Završni turnir u "Final eight" formatu je igran od 13. do 16. veljače 2019. u Splitu u košarkaškoj dvorani ŠC Gripe.

| klub1           | rez.            | klub2                  | izvori          |
| četvrtzavršnica | četvrtzavršnica | četvrtzavršnica        | četvrtzavršnica |
| --------------- | --------------- | ---------------------- | --------------- |
| Cibona Zagreb   | 78:71           | Adria Oil Škrljevo     |                 |
| Zadar           | 76:64           | Bosco Zagreb           |                 |
| Cedevita Zagreb | 98:73           | Zabok                  |                 |
| Split           | 63:71           | Gorica (Velika Gorica) |                 |
|                 |                 |                        |                 |
| poluzavršnica   |                 |                        |                 |
| Cibona Zagreb   | 83:81           | Zadar                  |                 |
| Cedevita Zagreb | 93:63           | Gorica (Velika Gorica) |                 |
|                 |                 |                        |                 |
| završnica       |                 |                        |                 |
| Cibona Zagreb   | 78:89           | Cedevita Zagreb        |                 |

## Unutarnje poveznice
- Kup Krešimira Ćosića
- Premijer liga 2018./19.
- Prva muška liga 2018./19.
- Druga liga 2018./19.
- Treća liga 2018./19.

## Vanjske poveznice
- hks-cbf.hr, Kup Krešimir Ćosić
- crosarka.com, Kup Krešimira Ćosića
- sportnet.hr, Kup "Krešimir Ćosić"  Arhivirana inačica izvorne stranice od 3. ožujka 2021. (Wayback Machine)